# Tusindben
Tusindben (latin Diplopoda) er en gruppe leddyr, der er karakteriseret ved at have to par ben på de fleste kropssegmenter. Navnet på klassen Diplopoda er afledt af dette karaktertræk. Hvert dobbeltbenet segment er et resultat af to enkelte segmenter som er smeltet sammen. De fleste tusindben har meget aflange cylindriske eller fladtrykte kroppe med mere end 20 segmenter, mens kugletusindben er kortere og kan rulle sig sammen til en kugle. Selvom navnet siger "tusind ben" på dansk og det samme på flere andre sprog, var ingen art med 1.000 eller flere ben kendt indtil opdagelsen i 2021 af arten Eumillipes persephone, som kan have over 1.300 ben. Der er omkring 12.000 navngivne arter klassificeret i 16 ordener og omkring 140 familier, hvilket gør Diplopoda til den største klasse af myriapoder, en gruppe leddyr, som også omfatter skolopendre og andre flerbenede skabninger.
De danske arter af tusindben er nogle få centimeter lange. De er mest brunlige men albinoer forekommer også.De forekommer mest, hvor der er fugtigt og hvor meget organisk materiale formulder. Tusindben har nemlig en meget vigtig rolle i nedbrydningen af organisk stof. De er i stand til at gennemtygge stive og ret tørre materialer i førnen, sådan at de bliver tilgængelige for andre nedbrydere. Det er målt, at ét tusindben kan omdanne et egeblad til ikke mindre end 3.000 ekskrementknolde (som er langt mere spiselige for andre organismer end bladet!)

## Formering
Han-tusindben har i såkaldte gonopoder, hvilket er en slags omdannede ben, som normalt befinder sig på det syvende kropsled på hannen. Disse gonopoder benyttes til at overføre sædpakker til hun-tusindbenet under parringen.
Kønsåbningerne er på dyrets tredje led, og er i hannens tilfælde placeret sammen med en eller to peniser, som aflevere sædpakkerne på gonopoderne. På hunnerne åbner kønsporene (kønsåbning) ind til et lille rum, eller vulva, som er gemt under små hættelignende plader og dette rum benyttes til at opbevare sæden efter parringen.
Hun-tusindben lægger mellem 10 og 100 æg af gangen, afhængig af hvilken art det er. Mange arter anbringer deres æg på fugtig jord eller på organisk rester (detritus), mens nogle konstruerer en slags rede ud af tørret afføring. 
Ungerne udklækkes typisk efter få uger, og har kun tre par ben sammen med fire benløse kropsled. Efterhånden som de vokser, skifter de ham og tilføjer derved flere kropsled og ben. Nogle arter skifter ham i specielt forberedte reder, hvilke de også kan bruge til at vente på tørt vejr. De fleste arter spiser deres afkastede ham efter hamskifte. Tusindben kan blive fra et til ti år afhængig af arten.

## Forsvarsmekanismer
På grund af deres mangel på både hastighed og evne til at bide eller stikke, består tusindbens hovedforsvarsmekanisme i at rulle sig sammen til en tæt spiral og derved forsvare sine svagelige ben inde i sit beskyttede kropsydre. Nogle arter har også en gift de kan bruge til at forsvare sig med.